# Sefīdestān
Sefīdestān (persiska: سفيدستان) är en ort i Iran.   Den ligger i provinsen Teheran, i den norra delen av landet, 40 km norr om huvudstaden Teheran. Sefīdestān ligger 2 667 meter över havet och antalet invånare är 139.
Terrängen runt Sefīdestān är bergig österut, men västerut är den kuperad. Runt Sefīdestān är det glesbefolkat, med 19 invånare per kvadratkilometer. Närmaste större samhälle är Fasham, 9,7 km söder om Sefīdestān. Trakten runt Sefīdestān består i huvudsak av gräsmarker.